# ويليام ويرت فوغن
ويليام ويرت فوغن هو محامي وسياسي أمريكي، ولد في 2 يوليو 1831 في LaGuardo, Tennessee ‏ في الولايات المتحدة، وتوفي في 19 أغسطس 1878 في مقاطعة كروكيت في الولايات المتحدة. نشط حزبياً في الحزب الديمقراطي. وقد انتخب عضو مجلس النواب الأمريكي ‏.